# Miss France 2005
Miss France 2005 est la 75e élection de Miss France. Elle s'est déroulée le 4 décembre 2004 au Centre international de congrès de Tours. C'est la première fois que cette élection se tient à Tours et la deuxième fois dans la région Centre, après 1966.
La cérémonie est diffusée en direct sur TF1 et est présentée pour la 10e année consécutive par Jean-Pierre Foucault. 
Cindy Fabre, Miss Normandie, remporte le titre et succède à Lætitia Bléger, Miss France 2004.

## Classement final
| Résultats        | Candidates | Concours internationaux                                                |
| ---------------- | --- | ---------------------------------------------------------------------- |
| Miss France 2005 | - Miss Normandie – Cindy Fabre | - Non classée lors de Miss Monde 2005                                  |
| 1re dauphine     | - Miss Lorraine – Cynthia Tevere | Top 15 à Miss International 2005                                       |
| 2e dauphine      | - Miss Maine – Sabrina Champin |                                                                        |
| 3e dauphine      | - Miss Paris – Amélie Kervran |                                                                        |
| 4e dauphine      | - Miss Tahiti – Raipoe Adams |                                                                        |
| Top 12           | - Miss Réunion – Virginie Benoîte (5e dauphine) - Miss Flandre – France Willemyns (6e dauphine) - Miss Bourgogne – Angélique Viero - Miss Camargue-Cévennes – Cindy Martinez - Miss Dauphiné – Leslie Rouzier - Miss Guyane – Céline Claire-Eugénie - Miss Franche-Comté – Caroline Sery | France Willemyns ne se classe pas lors de Miss Model of the World 2005 |

### Prix attribués
| Prix                                       | Candidates                                  |
| ------------------------------------------ | ------------------------------------------- |
| Prix de la Beauté                          | Miss Languedoc-Roussillon - Charlotte Ledet |
| Prix du Charme Pétillant Raoul Collet      | Miss Comminges-Pyrénées - Alexia Cardoso    |
| Prix du Culture générale Louis de Fontenay | Miss Martinique - Lydia Martial             |
| Prix Maurice de Waleffe                    | Miss Orléanais - Laetitia Winter            |
| Prix du Mannequinat                        | Miss Guadeloupe - Maïté Baptiste            |

## Ordre d'annonce des finalistes
| 1. Miss Dauphiné 2. Miss Normandie 3. Miss Réunion 4. Miss Bourgogne 5. Miss Lorraine 6. Miss Paris 7. Miss Maine 8. Miss Camargue-Cévennes 9. Miss Guyane 10. Miss Franche-Comté 11. Miss Tahiti 12. Miss Flandre | 1. Miss Lorraine 2. Miss Maine 3. Miss Normandie 4. Miss Paris 5. Miss Tahiti |

## Préparation
Le voyage de préparation a lieu en Turquie, du 7 novembre au 19 novembre 2004.
L'élection se tient au Vinci, le Centre international de congrès de Tours,. C'est la première fois que la ville accueille l'élection, et la seconde fois que celle-ci se tient en région Centre-Val de Loire après le concours de Miss France 1966.

## Déroulement de la cérémonie
Le concours suit la thématique du cinéma, les musiques diffusées pendant les tableaux étant issues des bandes originales de films célèbres. Les tenues sont conçues par deux designers taïwanais.
Pour la première fois depuis que le concours est télévisé, la cérémonie ne s'ouvre pas par un défilé en costume régional sur scène, mais par une séquence filmée en amont sur la BO du film Amélie Poulain. C'est également la première fois que des tableaux en robe de cocktail ont lieu après les séries de portraits vidéo des candidates.
Les candidates participent toutes au défilé en maillot de bain, après quoi a lieu la sélection des 12 demi-finalistes. Celles-ci défilent en robe, sur la musique Diamonds Are a Girl's Best Friend issue du film Les hommes préfèrent les blondes, après quoi elles sont interviewées par Jean-Pierre Foucault. Les 12 miss défilent ensuite dans des maillots 1 pièce. Les 5 finalistes sont appelées par Jean-Pierre Foucault et Laetitia Bléger, ces dernières défilent dans des maillots de bains 1 pièce accompagnées d'un magicien, puis en robes de soirée accompagnées d'Arielle Dombasle. La cérémonie se termine par le couronnement de Cindy Fabre et ses dauphines.
Les membres de la tournée de la Star Academy 4 se produisent également sur scène, de même que Florent Pagny.

### Jury
| Membre | Membre                             | Notes                                              |
| ------ | ---------------------------------- | -------------------------------------------------- |
|        | Francis Huster (président du jury) | Acteur, metteur en scène, réalisateur, scénariste. |
|        | Arielle Dombasle                   | Actrice et chanteuse.                              |
|        | Jean-Claude Jitrois                | Styliste.                                          |
|        | Katoucha Niane                     | Mannequin.                                         |
|        | Kamel Ouali                        | Chorégraphe.                                       |
|        | Jean-Marie Périer                  | Photographe.                                       |
|        | Gonzague Saint Bris                | Écrivain et journaliste.                           |
|        | Sylvie Tellier                     | Miss France 2002.                                  |

## Candidates
| Région                         | Nom                   | Age    | Taille | Résidence             |
| ------------------------------ | --------------------- | ------ | ------ | --------------------- |
| Miss Albigeois Midi-Toulousain | Aurélie Blazy         | 21 ans | 1,80 m | Vèbre                 |
| Miss Alsace                    | Delphine Walter       | 23 ans | 1,76 m |                       |
| Miss Anjou                     | Émilie Pinheiro       | 20 ans | 1,78 m | Cholet                |
| Miss Aquitaine-Guyenne         | Anaïck Manella        | 18 ans | 1,72 m |                       |
| Miss Artois-Hainaut            | Jennifer Carluer      | 18 ans | 1,74 m | Béthune               |
| Miss Auvergne                  | Élodie Veyssière      | 20 ans | 1,75 m |                       |
| Miss Berry                     | Séverine Sauvagère    | 20 ans | 1,76 m | Châteauroux           |
| Miss Bigorre-Béarn             | Myriam Barre          | 18 ans | 1,72 m | Tarbes                |
| Miss Bourgogne                 | Angélique Viero       | 23 ans | 1,77 m | Bussy-en-Othe         |
| Miss Bretagne                  | Amélie Turmel         | 19 ans | 1,72 m | Lillemer              |
| Miss Calédonie                 | Audrey Audineau       | 20 ans | 1,85 m | Nouméa                |
| Miss Camargue-Cévennes         | Cindy Martinez        | 18 ans | 1,75 m | Alès                  |
| Miss Champagne-Ardenne         | Maryline Lambert      | 20 ans | 1,80 m |                       |
| Miss Charentes                 | Alvina Fournier       | 19 ans | 1,76 m |                       |
| Miss Comminges-Pyrénées        | Alexia Cardoso        | 19 ans | 1,72 m | Miramont-de-Comminges |
| Miss Corse                     | Claudia Massei        | 19 ans | 1,75 m |                       |
| Miss Côte d'Azur               | Andréa Salvatore      | 18 ans | 1,72 m |                       |
| Miss Dauphiné                  | Leslie Rouzier        | 22 ans | 1,84 m | La Tronche            |
| Miss Flandre                   | France Willemyns      | 21 ans | 1,79 m | Roncq                 |
| Miss Franche-Comté             | Caroline Sery         | 21 ans | 1,77 m | Montigny-lès-Vesoul   |
| Miss Gascogne                  | Audrey Manzoni        | 19 ans | 1,72 m | Pardailhan            |
| Miss Grand Lyon                | Alexandra Lemarchand  | 23 ans | 1,80 m | Toussieu              |
| Miss Guadeloupe                | Maïté Baptiste        | 19 ans | 1,80 m | Le Moule              |
| Miss Guyane                    | Céline Claire-Eugénie | 22 ans | 1,80 m |                       |
| Miss Île-de-France             | Jennifer Perny        | 22 ans | 1,73 m | Issy-les-Moulineaux   |
| Miss Languedoc-Roussillon      | Charlotte Ledet       | 20 ans | 1,72 m |                       |
| Miss Loire Forez               | Karine Guerit         | 21 ans | 1,74 m | Saint-Étienne         |
| Miss Lorraine                  | Cynthia Tévéré        | 20 ans | 1,83 m |                       |
| Miss Maine                     | Sabrina Champin       | 21 ans | 1,73 m | Le Mans               |
| Miss Marche-Limousin           | Wéronika Lazewski     | 18 ans | 1,74 m |                       |
| Miss Martinique                | Lydia Martial         | 19 ans | 1,77 m |                       |
| Miss Mayotte                   | Maeva Schublin        | 19 ans | 1,76 m | Mamoudzou             |
| Miss Normandie                 | Cindy Fabre           | 19 ans | 1,78 m | Falaise               |
| Miss Orléanais                 | Laetitia Winter       | 23 ans | 1,77 m | Nogent-le-Rotrou      |
| Miss Paris                     | Amélie Kervran        | 20 ans | 1,76 m | Paris                 |
| Miss Pays de l'Ain             | Chrystelle Caton      | 23 ans | 1,73 m | Misérieux             |
| Miss Pays de Savoie            | Stéphanie Delva       | 20 ans | 1,77 m | Valleiry              |
| Miss Pays du Velay             | Coralie Duchet        | 22 ans | 1,72 m | Cébazat               |
| Miss Périgord                  | Sonia Chartier        | 20 ans | 1,72 m |                       |
| Miss Picardie                  | Aurore Carbonneau     | 21 ans | 1,74 m | Soissons              |
| Miss Poitou                    | Charlotte Humeau      | 23 ans | 1,73 m | Bretignolles-sur-Mer  |
| Miss Provence                  | Angélique Faure       | 22 ans | 1,76 m | Gap                   |
| Miss Quercy-Rouergue           | Émilie Rouquié        | 21 ans | 1,78 m | Gourdon               |
| Miss Réunion                   | Virginie Benoîte      | 22 ans | 1,76 m | Saint-Joseph          |
| Miss Tahiti                    | Raipoe Adams          | 19 ans | 1,72 m | Arue                  |
| Miss Touraine                  | Émilie Lebeur         | 19 ans | 1,77 m |                       |
| Miss Wallis-et-Futuna          | Monika Fiafialoto     | 20 ans | 1,72 m |                       |

### Classement
Le jury à 70 % et le public à 30 % choisissent les cinq candidates qui peuvent encore être élues.
Un classement de 1 à 12 pour la partie jury et un classement à demi de 0,5 à 6 points pour le public sont établis. Une première place vaut 12 points, une seconde 11 points, et la dernière 1 point pour le jury, la même procédure est établie avec les nombres accordés par le public. L’addition des deux classements est alors fait. Les cinq premières restent en course. En cas d’égalité, c’est le classement du jury qui prévaut.
| Miss                   | Public | Jury | Total |
| ---------------------- | ------ | ---- | ----- |
| Miss Normandie         | 6      | 12   | 18    |
| Miss Lorraine          | 5,5    | 11   | 16,5  |
| Miss Maine             | 5      | 10   | 15    |
| Miss Paris             | 4,5    | 9    | 13,5  |
| Miss Tahiti            | 3,5    | 8    | 11,5  |
| Miss Réunion           | 3      | 7    | 10    |
| Miss Flandre           | 2,5    | 6    | 8,5   |
| Miss Bourgogne         | 2      | 5    | 7     |
| Miss Camargue-Cévennes | 1,5    | 4    | 5,5   |
| Miss Dauphiné          | 4      | 1    | 5     |
| Miss Guyane            | 1      | 3    | 4     |
| Miss Franche-Comté     | 0,5    | 2    | 2,5   |

#### Dernier tour
Les 5 finalistes sont classées, les résultats sont annoncés respectivement par Laetitia Bléger (4e et 2e dauphines) et par Geneviève de Fontenay (3e dauphine). Miss France 2005 elle, est annoncée par Francis Huster avec l'aide de la petite fille de Geneviève de Fontenay.
| Résultats        | Résultats      |
| ---------------- | -------------- |
| Miss France 2005 | Miss Normandie |
| 1re dauphine     | Miss Lorraine  |
| 2e dauphine      | Miss Maine     |
| 3e dauphine      | Miss Paris     |
| 4e dauphine      | Miss Tahiti    |

## Observations